# Volodymyr Levin
Volodymyr Illič Levin (in ucraino Володимир Ілліч Левін?; Kiev, 1º giugno 1970) è un imprenditore e dirigente sportivo ucraino presidente della società di calcio Desna Černihiv.

## Biografia
Levin è nato a Kiev ed è membro del Consiglio comunale di Kiev (fazione Solidarietà Europea). Membro anche del Consiglio degli imprenditori presso il Gabinetto dei Ministri dell'Ucraina, membro del Consiglio pubblico presso il Ministero delle Finanze dell'Ucraina Ucraina, vicepresidente del mercato ucraino. È anche membro del comitato permanente per il bilancio e lo sviluppo socioeconomico del consiglio comunale di Kiev.

## Sport
Nel 2017 Levin diventa presidente di Desna Černihiv. Durante la sua presidenza, è riuscito a portare il club Prem"jer-liha la massima serie ucraina e ingaggiare buoni giocatori, come l'esperto portiere Jevhen Past, il nazionale estone Joonas Tamm e Mychajlo Mudryk in prestito per 3 mesi. La squadra di Černihiv è arrivata per la prima volta nella storia al terzo turno preliminare dell'UEFA Europa League 2020-2021. Levin è riuscito a vendere l'attaccante Oleksandr Filippov per 1,5 milioni di euro, diventando il giocatore più costoso venduto dal club, con alcuni club italiani interessati al giocatore, risanando le casse del club.